# Волпоул (Массачусетс)
Волпоул (англ. Walpole) — місто (англ. town) в США, в окрузі Норфолк штату Массачусетс. Населення — 26 383 особи (2020).

### Клімат
| Клімат : Волпоул        | Клімат : Волпоул | Клімат : Волпоул | Клімат : Волпоул | Клімат : Волпоул | Клімат : Волпоул | Клімат : Волпоул | Клімат : Волпоул | Клімат : Волпоул | Клімат : Волпоул | Клімат : Волпоул | Клімат : Волпоул | Клімат : Волпоул | Клімат : Волпоул |
| Показник                | Січ.             | Лют.             | Бер.             | Квіт.            | Трав.            | Черв.            | Лип.             | Серп.            | Вер.             | Жовт.            | Лист.            | Груд.            | Рік              |
| Середній максимум, °C   | 2,4              | 4,3              | 8,7              | 15,1             | 20,8             | 25,5             | 28,2             | 27,3             | 23,0             | 16,8             | 11,0             | 5,0              | 15,7             |
| Середня температура, °C | −2,6             | −0,8             | 3,2              | 9,0              | 14,6             | 19,6             | 22,6             | 21,7             | 17,4             | 11,1             | 5,9              | 0,3              | 10,2             |
| Середній мінімум, °C    | −7,7             | −6,1             | −2,4             | 2,9              | 8,3              | 13,7             | 16,8             | 16,2             | 11,7             | 5,3              | 0,8              | −4,5             | 4,6              |
| Норма опадів, мм        | 96               | 90               | 122              | 111              | 92               | 104              | 99               | 99               | 93               | 110              | 114              | 115              | 1245             |
| Днів з опадами          | 11,0             | 9,5              | 11,6             | 11,8             | 12,3             | 11,3             | 10,2             | 9,4              | 8,9              | 10,1             | 11,3             | 11,1             | 128,5            |
| Днів зі снігом          | 7,3              | 5,9              | 4,8              | 1,1              | 0                | 0                | 0                | 0                | 0                | ,2               | 1,2              | 5,2              | 25,7             |
| ----------------------- | ---------------- | ---------------- | ---------------- | ---------------- | ---------------- | ---------------- | ---------------- | ---------------- | ---------------- | ---------------- | ---------------- | ---------------- | ---------------- |
| Джерело: NOAA           |                  |                  |                  |                  |                  |                  |                  |                  |                  |                  |                  |                  |                  |

## Демографія
Згідно з переписом 2010 року, у місті мешкало 24 070 осіб у 8730 домогосподарствах у складі 6353 родин. Було 9040 помешкань
Расовий склад населення:
| - 92,6 % — білих - 3,0 % — азіатів - 2,5 % — чорних або афроамериканців - 0,1 % — корінних американців |

До двох чи більше рас належало 1,0 %. Частка іспаномовних становила 2,7 % від усіх жителів.
За віковим діапазоном населення розподілялося таким чином: 25,2 % — особи молодші 18 років, 60,0 % — особи у віці 18—64 років, 14,8 % — особи у віці 65 років та старші. Медіана віку мешканця становила 42,1 року. На 100 осіб жіночої статі у місті припадало 96,5 чоловіків;  на 100 жінок у віці від 18 років та старших — 96,0 чоловіків також старших 18 років.
Середній дохід на одне домашнє господарство  становив 138 052 долари США (медіана — 107 956), а середній дохід на одну сім'ю — 161 484 долари (медіана — 132 925). Медіана доходів становила 88 442 долари для чоловіків та 66 675 доларів для жінок. За межею бідності перебувало 2,8 % осіб, у тому числі 2,3 % дітей у віці до 18 років та 4,6 % осіб у віці 65 років та старших.
Цивільне працевлаштоване населення становило 12 993 особи. Основні галузі зайнятості: освіта, охорона здоров'я та соціальна допомога — 28,5 %, науковці, спеціалісти, менеджери — 14,3 %, роздрібна торгівля — 10,6 %, фінанси, страхування та нерухомість — 10,6 %.

## Відомі люди
- Чарльз Фаррелл (1901 — 1990) — американський актор німого та раннього звукового кіно.